# 塔拉普薩 (喬治亞州)
塔拉普薩（英語：Tallapoosa）是一個位於美國喬治亞州哈拉爾森縣的城市。

## 地理
塔拉普薩的座標為33°45′00″N 85°17′00″W / 33.75000°N 85.28333°W，而該地的平均海拔高度為347米（即1138英尺）。

## 人口
根據2010年美國人口普查的數據，塔拉普薩的面積為26.04平方千米，當中陸地面積為25.97平方千米，而水域面積為0.07平方千米。當地共有人口3170人，而人口密度為每平方千米121.74人。